# Cătălin Zamfir
Cătălin Basarab Zamfir (n. 9 februarie 1941, București) este un sociolog român, profesor universitar, membru titular al Academiei Române. 
A fost membru corespondent al Academiei Române din anul 1991, iar în 2019 a fost ales membru titular.
În plan politic, în perioada 18 iunie 1990 – 31 iulie 1990 a fost deputat (legislatura 1990-1992), ales în municipiul București pe listele partidului FSN. La 31 iulie 1990 a demisionat și a fost înlocuit de deputatul Corneliu Dorin Gavaliugov. În perioada 28 iunie 1990 - 30 aprilie 1991, a fost ministrul muncii și protecției sociale în Guvernul Petre Roman. 

## Distincții primite
- Ordinul Național "Serviciul Credincios" în grad de Ofițer, 1 decembrie 2017[4]

## Vezi și
- Lista membrilor Academiei Române